# گئورگی سالدادزه
گئورگی سالدادزه (به گرجی: გიორგი სალდაძე) (به اوکراینی: Георгій Солдадзе) (زادهٔ ۲۱ مارس ۱۹۷۳) کشتی‌گیر گرجی‌تبار بازنشستهٔ کشور اوکراین است. او در دسته‌های سنگین‌وزن و فوق سنگین‌وزن کشتی فرنگی، دو مدال برنز مسابقات قهرمانی کشتی جهان (۱۹۹۴، ۱۹۹۵) و همچنین دو مدال نقره (۱۹۹۵، ۱۹۹۸) و یک برنز (۱۹۹۴) را از مسابقات قهرمانی کشتی اروپا کسب کرد. سالدادزه نمایندهٔ اوکراین در دو دورهٔ بازی‌های المپیک ۱۹۹۶ آتلانتا و ۲۰۰۰ سیدنی بود که به ترتیب به مقام‌های هفتم و ششم رسید.
او برادر بزرگ‌تر داویت سالدادزه دیگر کشتی‌گیر سنگین‌وزن اوکراین و برندهٔ مدال نقره المپیک سیدنی است.